# Diplazium elatum
Diplazium elatum är en majbräkenväxtart som beskrevs av Antoine Laurent Apollinaire Fée.
Diplazium elatum ingår i släktet Diplazium och familjen Athyriaceae. Inga underarter finns listade i Catalogue of Life.